# Meteorito Gancedo
O Meteorito Gancedo é o segundo maior meteorito conhecido e foi extraído da área de Charata, em Província de Chaco, Argentina.
De acordo com estudos preliminares, ele pesa cerca de 30.800 kg, tornando-se o maior meteorito encontrado na América, e o segundo em todo o mundo.

## Descobrimento
Foi encontrado em 10 de setembro de 2016, por uma equipe de exploradores da Associação de Astronomia de Chaco na proximidade da cidade de Gancedo, no sudoeste Chaco.
A descoberta foi feita na área denominada Campo del Cielo, onde cerca de 4.000 anos atrás atingiu uma chuva de meteoritos metálicos.
Durante a extração, o lençol freático pois em risco a recuperação do meteorito. A cidade de Gancedo fornecida maquinaria que permitiu a escavação. Para isso, o grupo que realizou a escavação, decidiu batizar o meteorito com o nome "Gancedo".
É a primeira vez que uma descoberta desta magnitude é graças aos estudos preliminares de uma equipe inteira.